# Neodialineura saxatilis
Neodialineura saxatilis är en tvåvingeart som beskrevs av White 1915. Neodialineura saxatilis ingår i släktet Neodialineura och familjen stilettflugor. Inga underarter finns listade i Catalogue of Life.